# Fix You
«Fix You» —en español «Repararte»— es una canción de la banda inglesa Coldplay. Fue escrita por todos los miembros de la banda en forma colaborativa para su tercer álbum de estudio, X&Y. La canción está construida sobre un órgano de estilo eclesiástico acompañado por una batería que marca el lento tempo y un estribillo cantado por todos los miembros de la banda. Se lanzó de manera oficial el 12 de mayo del 2005 en el capítulo "The O.Sea" de la serie de televisión The O.C. y como sencillo el 5 de septiembre de 2005 como el segundo del álbum y alcanzó el cuarto puesto en la UK Singles Chart y el quincuagésimo noveno en el Billboard Hot 100. Se lanzaron sencillos promocionales en Estados Unidos y en el Reino Unido. En 2009, la canción se incluyó en el álbum en vivo de la banda LeftRightLeftRightLeft.
"Fix You" recibió buenas críticas. En general, se alabó la melodía del tema. Varios fragmentos del mismo fueron usados para otras canciones mediante el método del sample. Fue nominada a diversos premios, en categorías tales como mejor canción por música y letra o el himno del verano. Después de su lanzamiento, su video promocional se convirtió en un tributo a las víctimas del atentado del 7 de julio de 2005 en Londres.
Está canción es una cura al Alma según muchas personas.

## Historia
Durante el proceso de creación de la canción, el vocalista Chris Martin consideró necesario usar un órgano eclesiástico para la canción. Al final, decidió emplear un viejo teclado que su suegro, Bruce Paltrow había regalado a su hija, Gwyneth. Sugieren que Martin la escribió para su exesposa, Gwyneth Paltrow después de la muerte de su padre.
Cuando fue entrevistado sobre el desarrollo de la canción, Martin dijo: "Mi suegro Bruce Paltrow compró este teclado poco tiempo antes de morir. Nadie lo había tocado nunca. Cuando yo lo hice, pude apreciar este increíble sonido que nunca antes había escuchado y así fue como todas estas canciones salieron de este bello instrumento. Algo tiene que inspirarte para que la música surja". También comentó que en su opinión "es la canción más importante que hemos escrito".
Por su parte, el bajista Guy Berryman admitió que la canción se inspiró un poco en la canción de Jimmy Cliff "Many Rivers to Cross". Berryman añadió también que "tiene un sonido que nos es propio, pese a todas nuestras influencias. Cada vez que uno quiere componer una canción como alguien más, termina sonando de forma completamente distinta".

## Análisis
La canción posee un acompañamiento de piano y órgano tubular. Comienza como una balada interpretada en órgano eléctrico, que incluye el falsete de Martin. Luego puede escucharse un acompañamiento de guitarra acústica y piano. El sonido luego se alterna entre una línea de guitarra de tres notas y un acompañamiento de batería que marca el ritmo. Su variada instrumentación comprende un órgano eclesiástico que sostiene el plano armónico, piano, ostinatos de guitarra eléctrica y acústica, batería y un estribillo cantado por toda la banda.
La letra, compuesta por Martin, encierra un "mensaje de aliento" según sus propias palabras. Esto es notorio sobre todo en los versos del estribillo: "Lights will guide you home / And ignite your bones/And I will try to fix you" ("Las luces te guiarán a casa / y encenderán tus huesos / y yo trataré de curarte"). Michele Hatty, de USA Weekend afirmó que Martin canta sobre recuperarse de una profunda pena. Travis Gass, de Bagnor Daily News escribió que "Martin ofrece su simpatía a los oprimidos" con los versos "When you love someone but it goes to waste / What could be worse?" ("Cuando amas a alguien, pero eso no prospera / ¿Qué podría ser peor?"). Gass concluye afirmando que la canción es bastante similar a la canción de 1975 de Queen "Bohemian Rhapsody".

## Lanzamiento

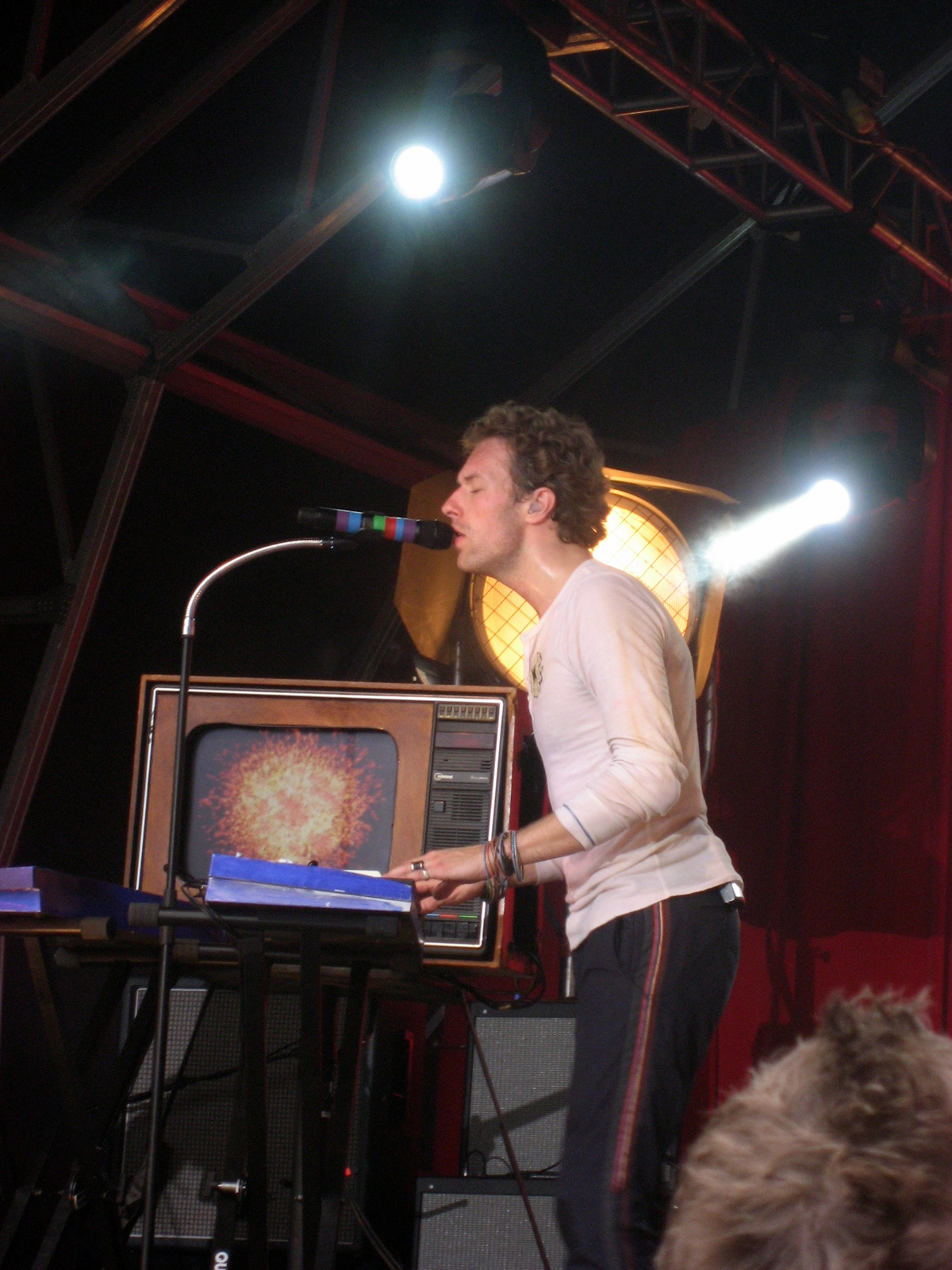
Chris Martin interpretando la canción durante un concierto en vivo de la BBC en el 2009.

Coldplay lanzó "Fix You" en el Reino Unido y Estados Unidos el 5 de septiembre de 2005 como el segundo sencillo de su tercer álbum. El sencillo posee dos lados B: "The World Turned Upside Down" y "Pour Me". El 14 de septiembre de 2005, la banda sacó Fix You a la venta como EP en iTunes. Con la intención de ayudar a las víctimas del Huracán Katrina, la banda donó los ingresos de las ventas del sencillo a la Cruz Roja y a la fundación de la National Academy of Recording Arts & Sciences, MusiCares. Copias promocionales del sencillo se sacaron a la venta en Estados Unidos y el Reino Unido.
La canción llegó al cuarto lugar en la UK Singles Chart el 17 de septiembre de 2005. Además, se ubicó en el número 59 en el Billboard Hot 100 y en el número 18 en el Hot Modern Rock Tracks. También figuró en las listas Pop 100 y Digital Songs. El sencillo apareció en las listas australianas en el cuarto lugar el 18 de septiembre de 2005, antes de retirarse en el puesto número 58. También consiguió situarse en el octavo lugar en las listas irlandesas por siete semanas consecutivas.

### Recepción y crítica
La canción recibió en general críticas positivas. En la reseña del álbum de la revista Rolling Stone, el crítico Kelefa Sanneh escribió: "Una de las mejores [canciones] es 'Fix You', [... ] descaradamente sentimental [...] Martin transmite un mensaje de aliento con su suave falsete [...] Probando que ninguna otra banda puede crear [...] una balada de rock como esta". Paul McNamee, de la revista NME escribió: "Es una maravillosa canción que se alterna entre un rígido acompañamiento de piano y la voz de Martin y entre una estrepitosa armonía". Adrien Begrand, de PopMatters dijo en su reseña de X&Y que se trata de la "mejor balada" del disco. En 2005, la canción apareció en el segundo lugar en la lista elaborada por la revista Q de las 100 mejores canciones del año, y figuró como una de las mejores canciones del año según las revista NME.
En 2005, Coldplay tocó la canción en el evento Saturday Night Live y en el concierto Live 8 en julio. "Fix You" también fue interpretada en el evento Shelter from the Storm, llegando a volverse el "himno" mismo de dicho acontecimiento. La canción apareció en un episodio de la novela televisiva estadounidense The O.C.. La mitad del tema acompañó el corto promocional de la película de 2006 World Trade Center. Además figuró en la película de 2006 You, Me and Dupree. La canción fue nominada al Premio Ivor Novello en la categoría de mejor canción por letra y música. También recibió nominaciones para el UK Festival Award en la categoría de himno del verano. El 14 de marzo de 2009, la banda interpretó la canción en el concierto Sound Relief en Sídney, Australia.
La canción también figura en el recopilatorio The Acoustic Album (2006). El grupo inglés octogenario Young@Heart realizó una versión de la misma, liderada por Fred Knittle, quien ha sufrido de varios problemas del corazón. Originalmente, la canción iba a ser interpretada por Knittle y Bob Salvini, otro miembro del coro, pero este último murió antes de la grabación. Esta versión de "Fix You" se grabó para un documental británico transmitido en Channel 4 y en noviembre de 2006 se subió a Internet un video de la actuación.

## Video promocional
El video musical de "Fix You" fue dirigido por Sophie Muller, quien había dirigido previamente el de "In My Place". Se filmó al final de dos conciertos del 4 y 5 de julio en el Estadio Reebok de Bolton, Inglaterra. El público asistente al concierto que se puede apreciar en el video estaba compuesto por extras y para filmarlo fueron necesarias dos tomas por día.
En la primera mitad del video, Martin recorre las calles de Londres, mientras se visualiza el logo de la campaña Make Trade Fair con la misma combinación de colores presente en la portada de X&Y. Los túneles que atraviesa el cantante están ubicados cerca de la estación London Bridge. El puente por sobre el que camina es el puente Waterloo. Cuando hace su entrada la guitarra eléctrica, Martin empieza a correr hasta llegar al estadio Reebok, donde se une al resto de la banda para interpretar el final de la canción.
El video fue transmitido primera vez el 1 de agosto de 2005 y ganó el premio otorgado por la Music Video Production Association en la categoría a mejor video contemporáneo. Luego de su lanzamiento, el video se volvió un tributo a las víctimas de los atentados de Londres de 2005.

## Lista de canciones
| EP  |                                        |          |  |
| N.º | Título                                 | Duración |  |
| 1.  | «Fix You» (Video Edit)                 | 4:55     |  |
| 2.  | «The World Turned Upside Down»         | 4:30     |  |
| 3.  | «Pour Me» (Live At The Hollywood Bowl) | 5:02     |  |

| Vinilo de 7 pulgadas |                                |          |  |
| N.º                  | Título                         | Duración |  |
| 1.                   | «Fix You» (Video Edit)         | 4:55     |  |
| 2.                   | «The World Turned Upside Down» | 4:30     |  |

| CD Promocional |                           |          |  |
| N.º            | Título                    | Duración |  |
| 1.             | «Fix You» (Album Version) | 4:55     |  |
| 2.             | «Fix You» (Edit)          | 4:37     |  |

## Posiciones en las listas
| Lista (2005)                     | Mejor posición |
| -------------------------------- | -------------- |
| Lista australiana                | 25             |
| Lista austríaca                  | 58             |
| Lista canadiense                 | 4              |
| Lista italiana                   | 13             |
| Lista irlandesa                  | 8              |
| Lista neozelandesa               | 17             |
| UK Singles Chart                 | 4              |
| Billboard Hot 100                | 59             |
| Billboard Hot Modern Rock Tracks | 18             |
| Billboard Pop 100                | 42             |